# Ennomos subsignaria
Ennomos subsignaria là một loài bướm đêm trong họ Geometridae.

## Hình ảnh

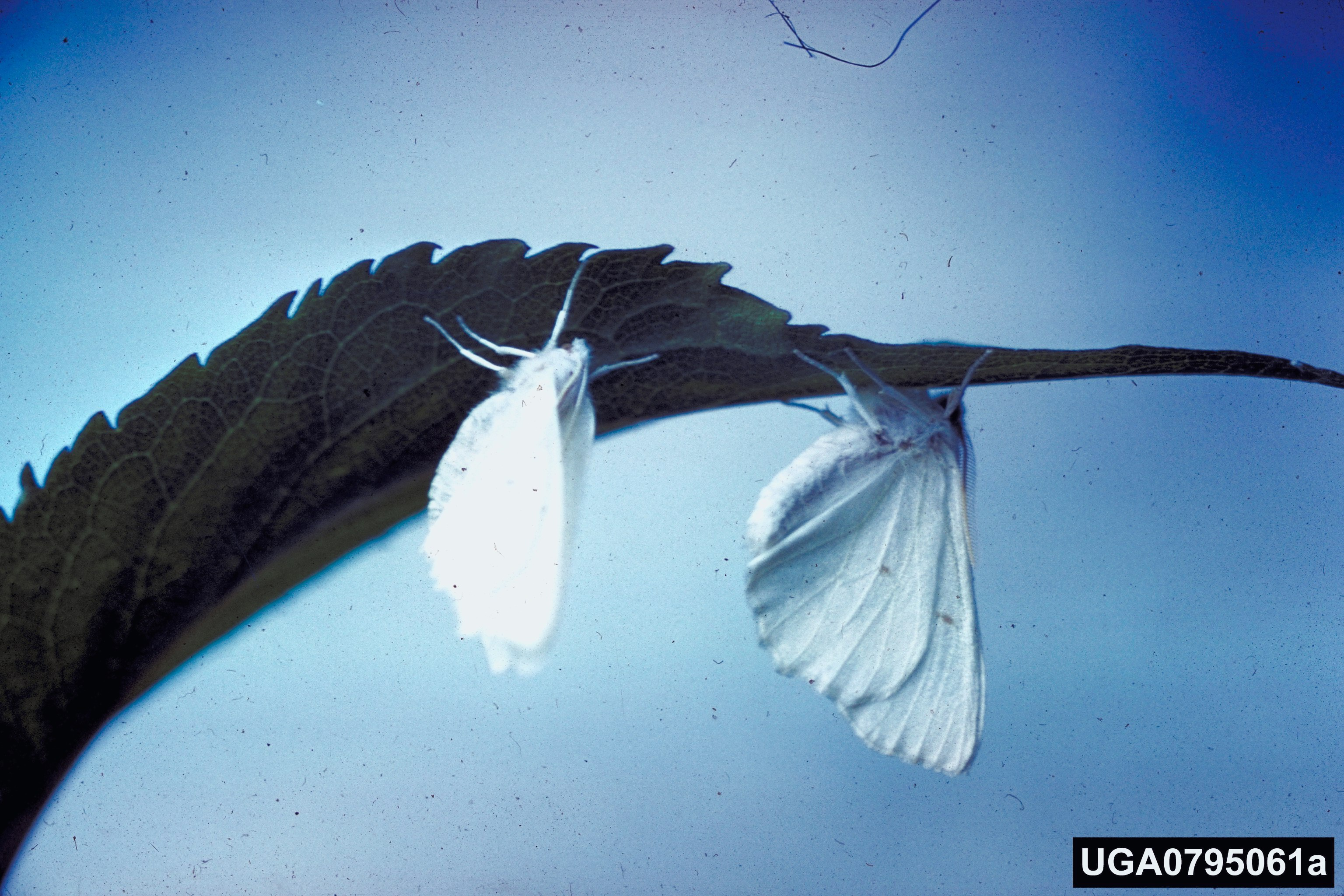
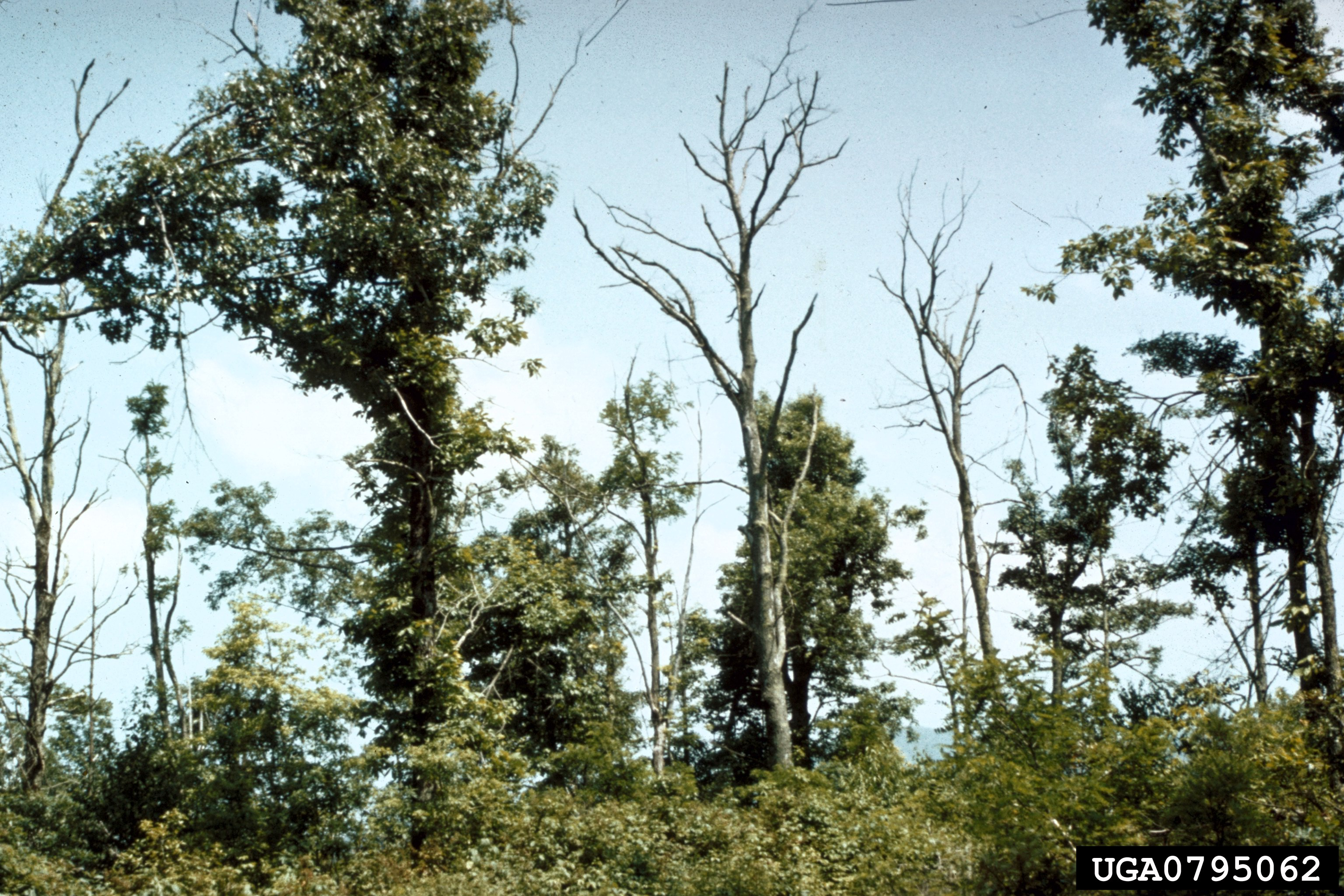
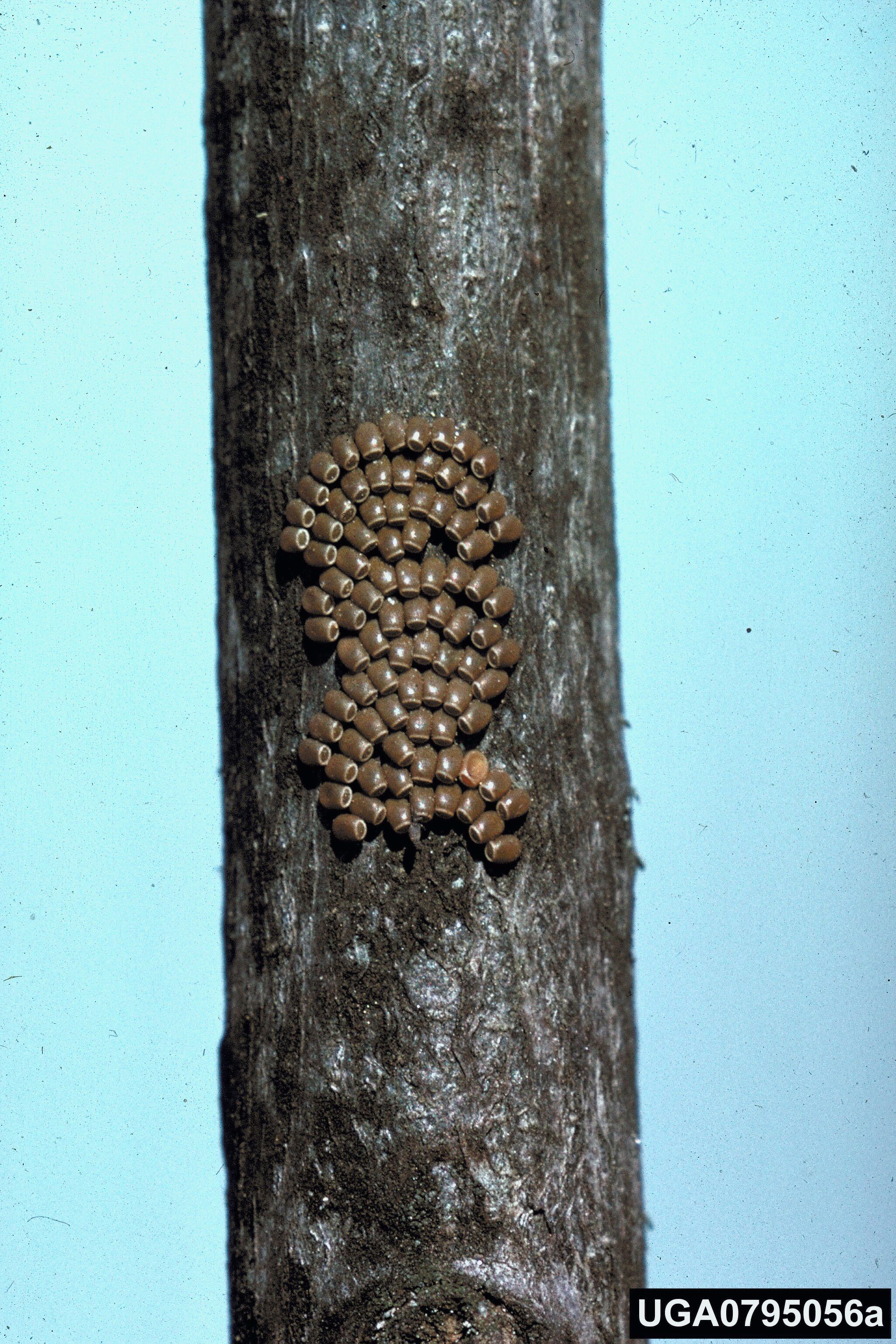
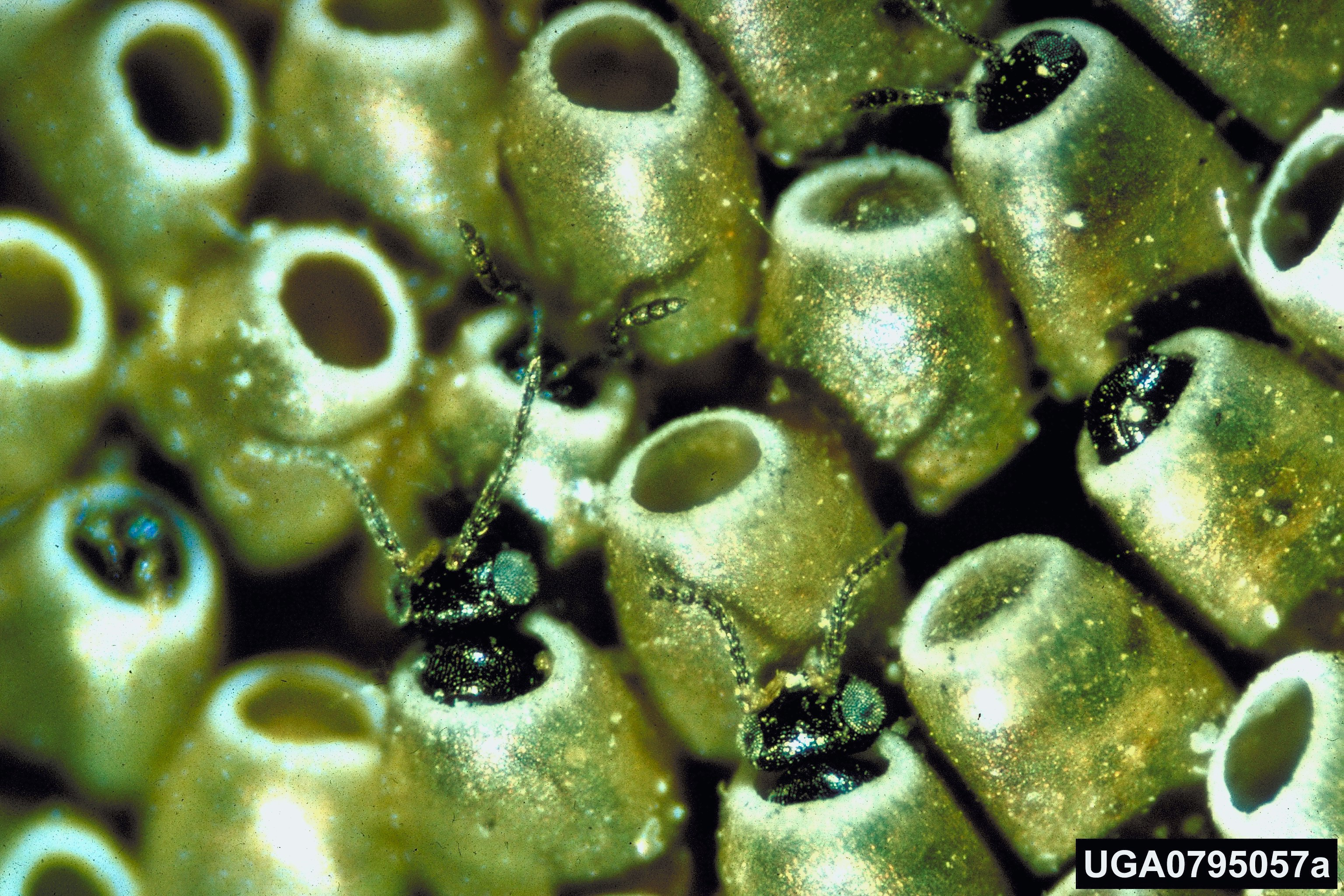